# Peter Kupsch
Peter Uwe Kupsch (* 1943 in Altlandsberg) ist ein deutscher Wirtschaftswissenschaftler sowie Steuerberater und Wirtschaftsprüfer.

## Leben
Kupsch leistete nach dem Abitur 1963 Wehrdienst in der Bundeswehr. Von 1964 bis 1968 studierte er Betriebswirtschaftslehre an der Ludwig-Maximilians-Universität München. An der Staatswirtschaftlichen Fakultät erfolgten die Promotion (Risiko und Entscheidung : Ein Beitrag zur Fundierung betriebswirtschaftlicher Grundmodelle unter dem Aspekt des Risikoverhaltens, 1971) und die Habilitation (Die Bilanzierung von Rückstellungen im Rahmen der Bilanzpolitik der Unternehmung, 1974). Sein Lehrer war Edmund Heinen.
1974 wurde er Professor für Betriebswirtschaftslehre an der Universität-Gesamthochschule Siegen. 1980 erfolgte der Ruf auf den Lehrstuhl für Betriebswirtschaftslehre, insbesondere Betriebliche Steuerlehre und Wirtschaftsprüfung an der Universität Bamberg. 1986 lehnte er einen Ruf an die Technische Universität Berlin ab. Mittlerweile ist er emeritiert.
Kupsch ist Steuerberater (seit 1979) und Wirtschaftsprüfer (seit 1982). Von 1988 bis 2005 war er Mitglied des Hauptfachausschusses des Instituts der Wirtschaftsprüfer. Außerdem gehört er seit 1984 dem Prüfungsausschuss für Wirtschaftsprüfer in Bayern an.
Er ist verheiratet und Vater von zwei Kindern.

## Schriften (Auswahl)
- Das Risiko im Entscheidungsprozess (= Die Betriebswirtschaft in Forschung und Praxis. Band 14). Betriebswirtschaftlicher Verlag Gabler, Wiesbaden 1973, ISBN 3-409-32662-6.
- Bilanzierung von Rückstellungen und ihre Berichterstattung. Ergebnisse einer empirischen Untersuchung über die Bilanzpolitik von Aktiengesellschaften (= Unternehmungsführung in Forschung und Praxis: Rechnungswesen). Verlag Neue Wirtschafts-Briefe, Herne u. a. 1975, ISBN 3-482-57491-X.
- mit Peter Hufschmied, Heinz Dieter Mathes, Klaus Schöler: Die Struktur von Qualitätsurteilen und das Informationsverhalten von Konsumenten beim Kauf langlebiger Gebrauchsgüter (= Forschungsberichte des Landes Nordrhein-Westfalen. Nr. 2777). Westdeutscher Verlag, Opladen 1978, ISBN 3-531-02777-8.
- Unternehmungsziele (= Grundwissen der Ökonomik: Betriebswirtschaftslehre). Fischer, Stuttgart u. a. 1979, ISBN 3-437-40069-X.
- mit Max A. Hofbauer: Die Rechnungslegung der Unternehmen. Das Bilanzrichtlinien-Gesetz in der praktischen Anwendung (= Stollfuss-Intensiv-Seminare). Stollfuss, Bonn 1987, ISBN 3-08-371085-2.